# Gora Glušići
Gora Glušići is een plaats in de gemeente Labin in de Kroatische provincie Istrië. De plaats telt 30 inwoners (2001).